# Arachniodes yakusimensis
Arachniodes yakusimensis är en träjonväxtart som först beskrevs av H. Itô, och fick sitt nu gällande namn av Nakaike. Arachniodes yakusimensis ingår i släktet Arachniodes och familjen Dryopteridaceae. Inga underarter finns listade.